# Pallegney
Pallegney és un municipi francès, situat al departament dels Vosges i a la regió del Gran Est. L'any 2007 tenia 162 habitants.

## Demografia

### Població
El 2007 la població de fet de Pallegney era de 162 persones. Hi havia 64 famílies, de les quals 16 eren unipersonals (4 homes vivint sols i 12 dones vivint soles), 12 parelles sense fills, 32 parelles amb fills i 4 famílies monoparentals amb fills.
La població ha evolucionat segons el següent gràfic:
Habitants censats

### Habitatges
El 2007 hi havia 71 habitatges, 65 eren l'habitatge principal de la família, 2 eren segones residències i 4 estaven desocupats. 61 eren cases i 10 eren apartaments. Dels 65 habitatges principals, 51 estaven ocupats pels seus propietaris i 14 estaven llogats i ocupats pels llogaters; 4 tenien una cambra, 3 en tenien dues, 5 en tenien tres, 8 en tenien quatre i 45 en tenien cinc o més. 49 habitatges disposaven pel capbaix d'una plaça de pàrquing. A 19 habitatges hi havia un automòbil i a 36 n'hi havia dos o més.

### Piràmide de població
La piràmide de població per edats i sexe el 2009 era:
| Homes | Edats   | Dones |
| ----- | ------- | ----- |
| 0     | 95 o +  | 0     |
| 0     | 90 a 94 | 0     |
| 0     | 85 a 89 | 0     |
| 8     | 80 a 84 | 4     |
| 0     | 75 a 79 | 4     |
| 4     | 70 a 74 | 0     |
| 0     | 65 a 69 | 0     |
| 0     | 60 a 64 | 4     |
| 4     | 55 a 59 | 4     |
| 4     | 50 a 54 | 0     |
| 8     | 45 a 49 | 4     |
| 8     | 40 a 44 | 4     |
| 16    | 35 a 39 | 12    |
| 0     | 30 a 34 | 12    |
| 4     | 25 a 29 | 0     |
| 0     | 20 a 24 | 4     |
| 4     | 15 a 19 | 0     |
| 8     | 10 a 14 | 4     |
| 8     | 5 a 9   | 8     |
| 8     | 0 a 4   | 4     |

## Economia
El 2007 la població en edat de treballar era de 116 persones, 85 eren actives i 31 eren inactives. De les 85 persones actives 73 estaven ocupades (46 homes i 27 dones) i 12 estaven aturades (6 homes i 6 dones). De les 31 persones inactives 11 estaven jubilades, 9 estaven estudiant i 11 estaven classificades com a «altres inactius».

### Ingressos
El 2009 a Pallegney hi havia 59 unitats fiscals que integraven 158 persones, la mediana anual d'ingressos fiscals per persona era de 20.781 €.

### Activitats econòmiques
Dels 5 establiments que hi havia el 2007, 1 era d'una empresa de fabricació d'altres productes industrials, 3 d'empreses de construcció i 1 d'una empresa d'hostatgeria i restauració.
Dels 5 establiments de servei als particulars que hi havia el 2009, 1 era un taller de reparació d'automòbils i de material agrícola, 1 fusteria, 1 lampisteria, 1 electricista i 1 restaurant.
L'any 2000 a Pallegney hi havia 6 explotacions agrícoles que ocupaven un total de 291 hectàrees.

## Poblacions més properes
El següent diagrama mostra les poblacions més properes.